# 沙爾科島
沙爾科島（Charcot Island）是南極洲的島嶼，位於亞歷山大一世島以西約90公里的英屬南極領地，座標位置69°45′N 75°15′E / 69.750°N 75.250°E，島嶼全48公里、寬40公里，在1910年1月11日被法國南極探險隊首次被發現，以法國著名探險家让-巴蒂斯特·沙尔科命名。
69°45′S 75°15′W / 69.750°S 75.250°W